# Jágónak
Jágónak è un comune dell'Ungheria centro-meridionale di 301 abitanti (dati 2008). È situato nella contea di Tolna.